# Momento angular de espín de la luz
El momento angular de espín de la luz —referido a veces como SAM, acrónimo del inglés Spin angular momentum— es una de las componentes del momento angular de la luz. Se asocia con la polarización circular o elíptica de un rayo de luz.

## Introducción

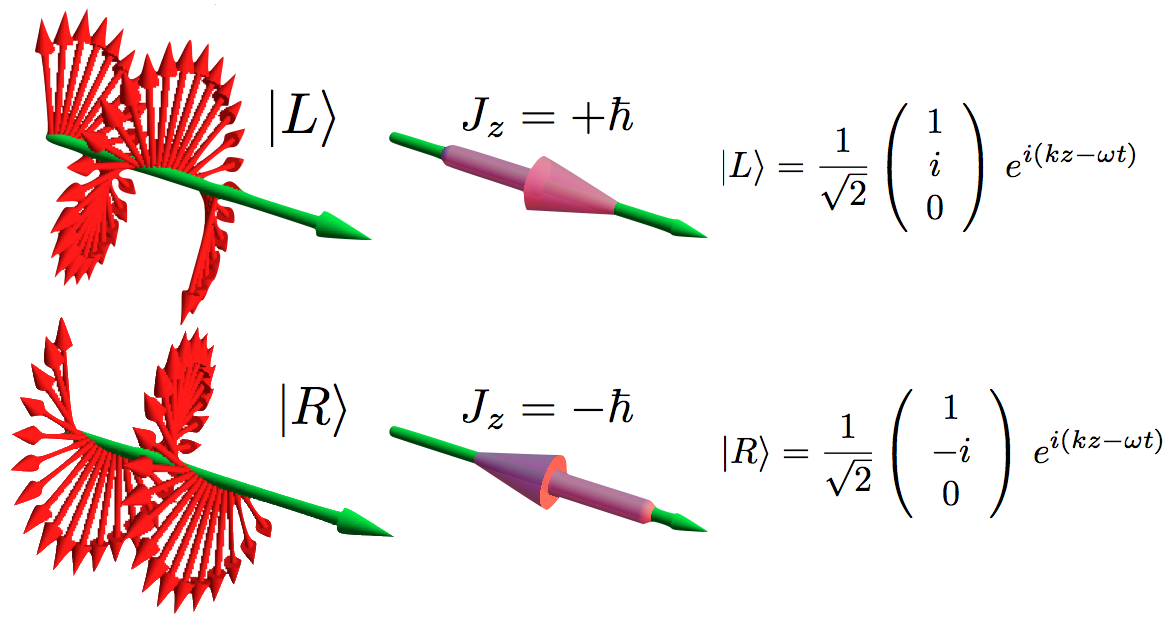
Polarización circular levógira — |L› — y dextrógira — |R› —, y su momento angular asociado.

Una onda electromagnética, como lo es la luz, posee una polarización circular cuando los campos eléctrico y magnético rotan en torno al eje de propagación de la onda. La polarización circular puede ser levógira, si el campo gira en el sentido contrario de las agujas del reloj, o dextrógira, si gira en el sentido de las agujas del reloj.
Cuando un haz de luz está polarizado de forma circular, cada uno de sus fotones trasporta un momento angular de rotación —que aquí lo denominamos espín— de {\displaystyle \pm \hbar }, donde {\displaystyle \hbar } es la constante reducida de Planck y el signo {\displaystyle \pm } es positivo para las polarizaciones levógiras y negativo para las dextrógiras —es la convención más usada en la óptica—. Este momento angular de espín de la luz está orientado en la misma dirección que el eje de propagación.
En la figura se puede apreciar como se componen los campos eléctrico y magnético, y muestra la dirección de propagación con una flecha verde.
Las expresiones matemáticas adjuntas en la figura determinan las tres componentes del campo eléctrico de una onda electromagnética polarizada de forma circular y que se propaga en la dirección de {\displaystyle z}, en notación compleja.

## Descripción matemática
Si se atiende a la expresión general del momento angular de espín, aplicando una aproximación paraxial:
{\displaystyle \mathbf {S} =\epsilon _{0}\int \left(\mathbf {E} \times \mathbf {A} \right)d^{3}\mathbf {r} ,}
donde {\displaystyle \mathbf {E} } y {\displaystyle \mathbf {A} } son el campo eléctrico y el potencial vectorial electromagnético respectivamente, y {\displaystyle \epsilon _{0}} es la permitividad del vacío. Esta expresión se obtiene aplicando a la expresión del momento angular total de un campo electromagnético el teorema de Noether.
En el caso de una onda monocromática, la expresión queda reducida a:
{\displaystyle \mathbf {S} ={\frac {\epsilon _{0}}{2i\omega }}\int \left(\mathbf {E} ^{\ast }\times \mathbf {E} \right)d^{3}\mathbf {r} .}
De forma particular, esta expresión demuestra que el momento angular de espín de la luz es no nulo cuando la polarización de la luz es elíptica o circular, y nula si la polarización es lineal. En la mecánica cuántica del campo electromagnético, el momento angular de espín de la luz es un cuanto observable que responde al operador:
{\displaystyle \mathbf {S} =\sum _{\mathbf {k} }\hbar \mathbf {u} _{\mathbf {k} }\left({\hat {a}}_{\mathbf {k} ,L}^{\dagger }{\hat {a}}_{\mathbf {k} ,L}-{\hat {a}}_{\mathbf {k} ,R}^{\dagger }{\hat {a}}_{\mathbf {k} ,R}\right),}
donde {\displaystyle \mathbf {u} _{\mathbf {k} }} es el vector unitario en la dirección de propagación, {\displaystyle {\hat {a}}_{\mathbf {k} ,\pi }^{\dagger }} y {\displaystyle {\hat {a}}_{\mathbf {k} ,\pi }} son los operadores de creación y aniquilación de fotones en modo k y el estado de polarización {\displaystyle \pi }, respectivamente. 
En este caso, para un solo fotón el momento angular de espín de la luz solo puede adoptar dos valores (autovalores):
{\displaystyle \mathbf {S} _{z}=\pm \hbar .}
La correspondiente autofunción que describe los fotones con sus autovalores para ondas con polarización circular es:
{\displaystyle |\pm \rangle ={\frac {1}{\sqrt {2}}}\left({\begin{array}{c}1\\\pm i\end{array}}\right).}